# Talinella ankaranensis
Talinella ankaranensis är en tvåhjärtbladig växtart som beskrevs av Appleq. Talinella ankaranensis ingår i släktet Talinella och familjen Talinaceae. Inga underarter finns listade i Catalogue of Life.